# Król Dawid (1623)
Król Dawid – polski XVII-wieczny okręt wojenny – galeon, zbudowany w 1623 r. w Gdańsku, znany pod niemiecką nazwą König David.

## Historia
„Król Dawid” był średniej wielkości galeonem, zbudowanym dla polskiej floty Zygmunta III w 1623 roku w Gdańsku.
Podczas wojny ze Szwecją, "Król Dawid" wraz z okrętami "Wodnik" i "Arka Noego", uczestniczył w pierwszej potyczce z flotą szwedzką 17 maja 1627, natykając się w pobliżu Helu na dwukrotnie liczniejsze okręty szwedzkie, zmierzające do Piławy. Po wymianie strzałów, obie eskadry rozeszły się, Polacy popłynęli na zachód. Następnego dnia 18 maja doszło do potyczki na wysokości  na wysokości Białogóry koło Łeby z konwojem 24 statków i okrętów szwedzkich. Po pojedynku artyleryjskim, z niewielkimi stratami w ludziach, Polakom udało się oderwać od nieprzyjaciela i polskie okręty pożeglowały do Kołobrzegu. Po kilku dniach okręty polskie powróciły do Wisłoujścia, przedzierając się przez linie szwedzkiej blokady Zatoki Gdańskiej.
"Król Dawid" pod dowództwem kapitana Jakuba Murreya uczestniczył następnie w bitwie z eskadrą szwedzką pod Oliwą 28 listopada 1627 roku jako okręt kontradmiralski. Szyprem okrętu był wówczas Joachim Böse. "Król Dawid" nie odegrał jednak w bitwie większej roli, nieskutecznie wspomagając "Wodnika" atakującego szwedzki galeon "Solen". Odniósł przy tym w bitwie pewne uszkodzenia. Po bitwie, kapitanem okrętu został mianowany Grzegorz Fentross, który został również 2 maja 1628 mianowany nowym admirałem polskiej floty, przez co "Król Dawid" stał się jej okrętem flagowym.
Podczas ataku szwedzkich wojsk wspieranych artylerią na polskie okręty stojące u ujścia Wisły koło Twierdzy Wisłoujście po północy 6 lipca 1628, "Król Dawid" odniósł uszkodzenia, a admirał Fentross zginął próbując dowodzić z szalupy broniącymi się okrętami. Okręt został następnie wycofany w górę rzeki. 
W styczniu 1629 roku "Król Dawid" wraz z innymi polskimi okrętami został oddany przez króla Zygmunta III Wazę na służbę habsburskiej Ligi Katolickiej toczącej wojnę trzydziestoletnią, przybywając do Wismaru 8 lutego. Polskie okręty, stacjonując w Wismarze walczyły z flotą duńską i szwedzką w sporadycznych mniejszych potyczkach. W listopadzie 1630 roku, podczas akcji przeciwko szwedzkiemu konwojowi, "Król Dawid" ścigany przez okręty szwedzkie, schronił się u ujścia Travy, gdzie został następnie zarekwirowany przez Lubekę. Dalszy los okrętu nie jest znany.

## Dane
- pojemność: 200 łasztów (ok. 400 ton)[8]
- długość kadłuba między stewami - ok. 34 m (120 stóp amsterdamskich)[8]
- szerokość kadłuba - ok. 7,5 m (26 stóp amsterdamskich)[8]
- załoga: 60 marynarzy i do 100 żołnierzy piechoty morskiej[9]
- uzbrojenie (1627): 31 dział różnych wagomiarów w baterii burtowej[9]
  - 1 półkartauna 22-funtowa (brązowa)
  - 2 działa szwedzkie 12-funtowe (brązowe)
  - 2 działa 9-funtowe (brązowe)
  - 10 dział 6-funtowych (żelaznych)
  - 9 dział 3-funtowych (brązowe)
  - 3 falkony 2-funtowe (brązowe)
  - 2 falkonety 3/4-funtowe
  - 2 armaty 8-funtowe strzelające siekańcami
  - ponadto 2 periery (miotacze kamieni)